# SpongeBob's Last Stand
«SpongeBob's Last Stand» (titulado «Bob Esponja: La Batalla Final» en Hispanoamérica y «La Última Batalla de Bob Esponja» en España) es el octavo episodio de la séptima temporada y el episodio 134 de la serie de televisión animada estadounidense Bob Esponja. El episodio se lanzó originalmente en DVD el 16 de marzo de 2010 y se emitió en Nickelodeon en los Estados Unidos el 22 de abril de 2010, en celebración del Día de la Tierra.
La serie sigue las aventuras y esfuerzos del personaje principal y sus diversos amigos en la ciudad submarina de Fondo de Bikini. En este episodio, Bob Esponja y Patricio protestan por la construcción de una carretera que destruiría Jellyfish Fields.
El episodio fue escrito por Aaron Springer, Steven Banks y Derek Iversen, y la animación fue dirigida por Andrew Overtoom y Tom Yasumi. Tras su lanzamiento, el episodio recibió críticas positivas.

## Trama
Un día temprano, Bob Esponja y Patricio se convierten en los primeros visitantes de una nueva sección de Jellyfish Fields. Mientras deambulan por la zona, descubren un letrero que dice que Shelly Superhighway se construirá a través de Jellyfish Fields. Creyendo que la carretera contaminará y, en última instancia, destruirá Jellyfish Fields, Bob Esponja decide impedir la creación de la carretera.
Bob Esponja le pide ayuda a Mr. Krabs, pero él apoya la autopista, creyendo que puede atraer más clientes al Krusty Krab. Bob Esponja luego le muestra a Mr. Krabs el plano de la carretera, lo que demuestra que la carretera pasará sobre el Krusty Krab y terminará directamente en Chum Bucket, revelando que Plankton es responsable del desarrollo de la carretera. Mr. Krabs decide apoyar a Bob Esponja, y ambos van al Chum Bucket e intentan impedir que Plankton desarrolle la carretera; pero este último afirma que el resto del pueblo ha votado por unanimidad a favor de construirlo. Bob Esponja y Patricio se niegan a darse por vencidos y solicitan pacíficamente detener la carretera. Nadie los escucha ni los apoya, y rápidamente son exiliados por sus acciones. La carretera se construye rápidamente, atropellando a Bob Esponja en el proceso, y convierte Jellyfish Fields en un páramo, llenando a Fondo de Bikini de contaminación.
Unos días más tarde, el negocio del Krusty Krab disminuye rápidamente debido a la carretera. Creyendo que nadie vendrá al Krusty Krab, Mr. Krabs decide venderle a Plankton la fórmula de la Cangreburger, lo cual era su último recurso ante la amenaza de bancarrota. Sin embargo, apenas unos segundos antes de que lo haga, las enojadas medusas de Jellyfish Fields invaden Fondo de Bikini y comienzan a destruir la ciudad. Al ver esto como una oportunidad para demoler la carretera, Bob Esponja hace un llamamiento a la gente, que accede a destruirla. Todos en Fondo de Bikini se vuelven contra Plankton y ayudan a destruir la carretera, y Plankton es atropellado mientras intenta salvarla, para después ser picado por las medusas hasta el cansancio. Los personajes celebran mientras Jellyfish Fields recupera su estado natural.

## Producción
«SpongeBob's Last Stand» fue escrita por Aaron Springer, Steven Banks y Derek Iversen. Springer también se desempeñó como director del guion gráfico. Dirigido por Andrew Overtoom y Tom Yasumi, el episodio fue parte de la celebración del Día de la Tierra 2010 de Nickelodeon. El episodio se emitió originalmente en Nickelodeon en los Estados Unidos el 22 de abril de 2010, después de un maratón de dos horas de episodios de Bob Esponja con temas de naturaleza. Se lanzó en línea un juego vinculado al episodio antes de su transmisión televisiva. Según Nickelodeon, «[los niños] aprenderán sobre el medio ambiente a través de diferentes niveles en diferentes lugares de Fondo de Bikini».
Nickelodeon anunció oficialmente el episodio en un comunicado de prensa el 5 de abril de 2010. Según la cadena, «Bob Esponja y Patricio se enteran de que la 'Shelly Super Highway' llegará a Fondo de Bikini, ¡atravesando Jellyfish Fields! Deben encontrar una manera de galvanizar su vecinos, o podría ser el fin de Jellyfish Fields para siempre». Fue promocionada como la campaña de Bob Esponja para salvar a las medusas. El escritor Banks dijo que el episodio nunca tuvo como objetivo enseñar lecciones ambientales. Dijo: «Cuando entretienes a alguien y lo haces divertido, a veces puedes transmitir un mensaje [...] No es que estemos aquí para enviar mensajes a todas partes». El episodio incluyó dos números musicales, incluido «Give Jellyfish Fields a Chance», un saludo a las canciones de protesta de la década de 1960 con similitudes con «Give Peace a Chance» de John Lennon. Banks, sobre la canción, dijo que «[Es una] especie de Bob Dylan conoce a John Lennon».
El 16 de marzo de 2010, antes de la transmisión televisiva del episodio, el episodio fue lanzado en la compilación en DVD del mismo nombre en los Estados Unidos y Canadá, el 18 de julio de 2011, en la Region 2, y el 6 de junio de 2011, en la región 4. El DVD incluye otros seis episodios, incluidos «Pet or Pests», «Komputer Overload», «Gullible Pants», «Overbooked», «No Hat for Pat» y «Toy Store of Doom». El 6 de diciembre de 2011, se lanzó en el DVD SpongeBob SquarePants: Complete Seventh Season, junto con todos los episodios de la séptima temporada.

## Recepción
Según Nielsen Media Research, Nickelodeon tuvo un promedio de 2,1 millones de espectadores en total. Bob Esponja fue clasificado como el programa número uno en transmisión y cable básico en abril y obtuvo la transmisión número uno, «SpongeBob's Last Stand», con niños de 2 a 11 años durante el mes.
El episodio recibió críticas positivas de los críticos. Paul Mavis de DVD Talk dijo que «[el episodio tiene] una historia muy bien elaborada y chistes fuertes e integrados». Añadió que «es una entrada particularmente bien elaborada». C. S. Strowbridge de The Numbers dijo: «Hay una serie de chistes divertidos en este corto de doble duración, pero se siente acolchado. También es duro. Me gusta que tengan un mensaje para acompañar los chistes, pero habría sido más efectivo si fuera más sutil». Josh Rode de DVD Verdict describió el episodio como «decente». Shannon Gosney de The Mommy-Files dijo que «hubo muchas partes en las que mis hijos simplemente se echaron a reír. Incluso yo me encontré riendo a veces».

### Controversia
Alrededor del momento del lanzamiento del episodio, generó críticas de los conservadores estadounidenses, quienes argumentaron que Nickelodeon estaba promoviendo el ambientalismo a través de este episodio.